# Virūḍhaka
Virūḍhaka (sanskrit : विरूढक, chinois simplifié : 增长天王 ; chinois traditionnel : 増長天王 ; litt. « Roi céleste qui accroît », coréen : Jeungjang Cheonwang (増長天王/증장천왕) ; japonais : Zōjō-ten (増長天) ; vietnamien : 增長天 Tăng Trưởng Thiên) est un des Quatre Rois célestes et une importante figure de la mythologie bouddhiste. Il fait partie du panthéon bouddhiste du mahayana (ou grand véhicule) et vajrayāna (véhicule de diamant ou bouddhisme tantrique).
Son nom signifie « Celui qui agrandit » ou « Patron de la croissance », et il est le gardien du sud.

## Galerie

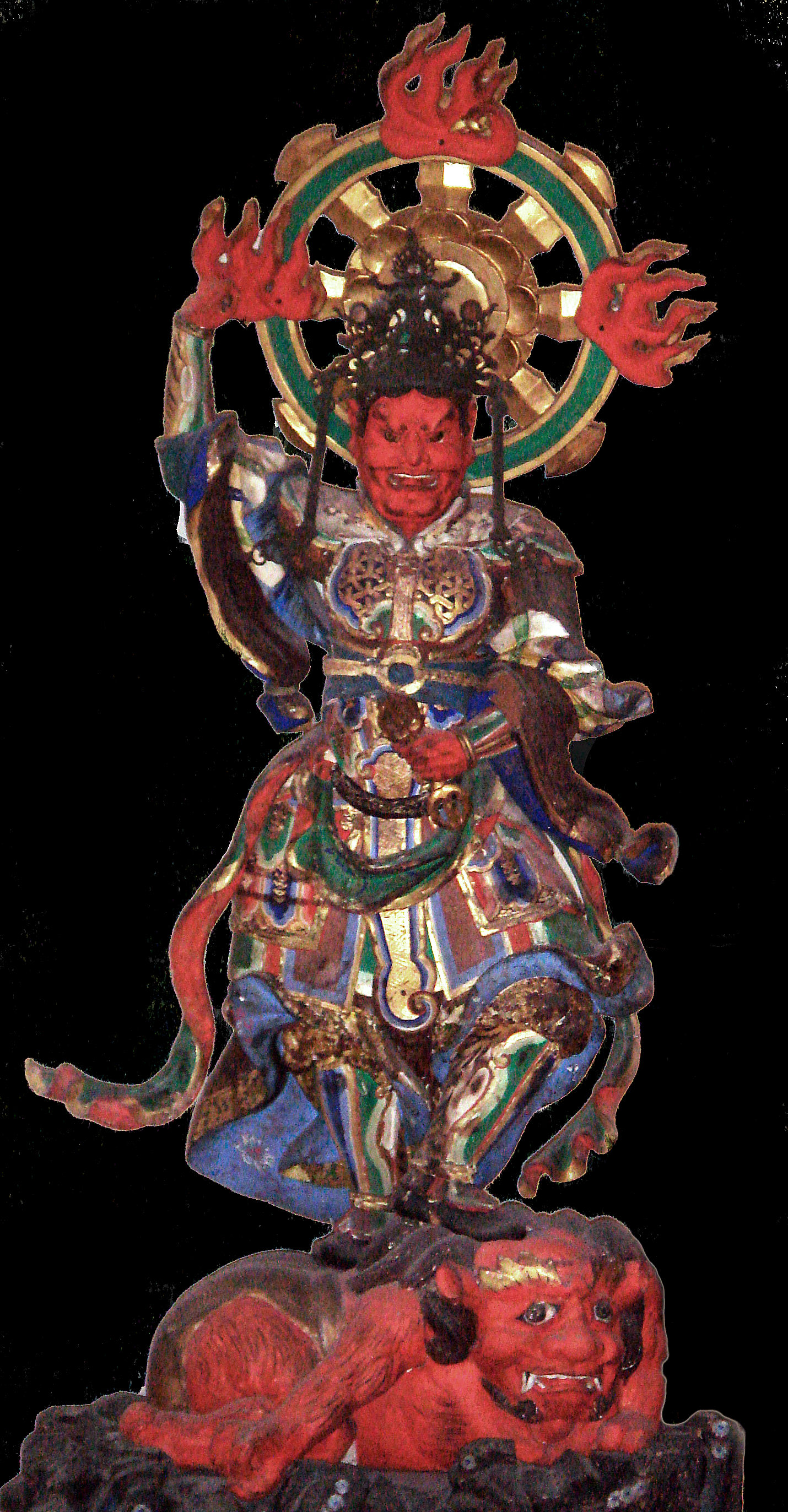
Une représentation japonaise de Zōchō, un des quatre rois célestes.
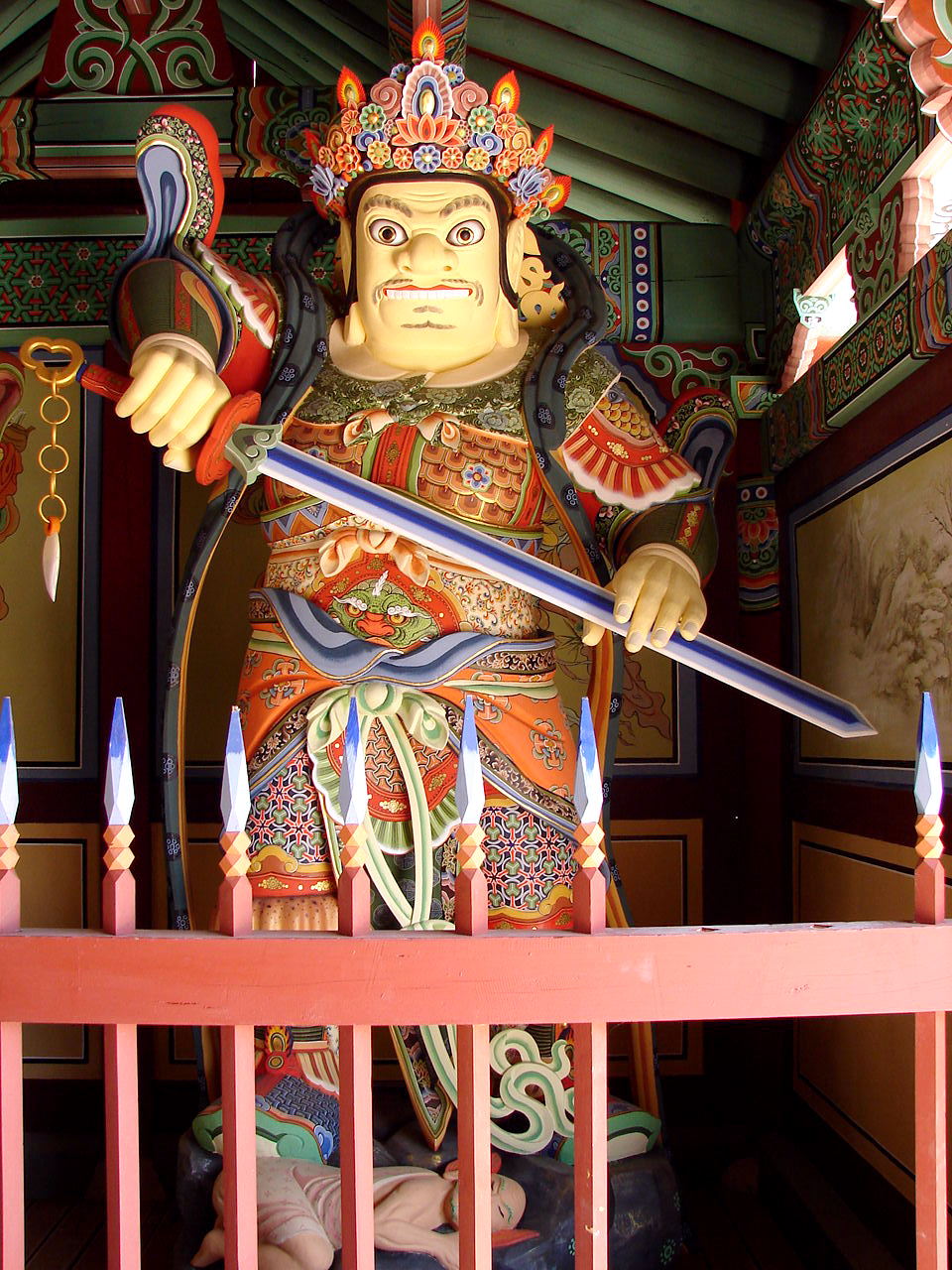
Une représentation coréenne au temple Ssangbong (en)
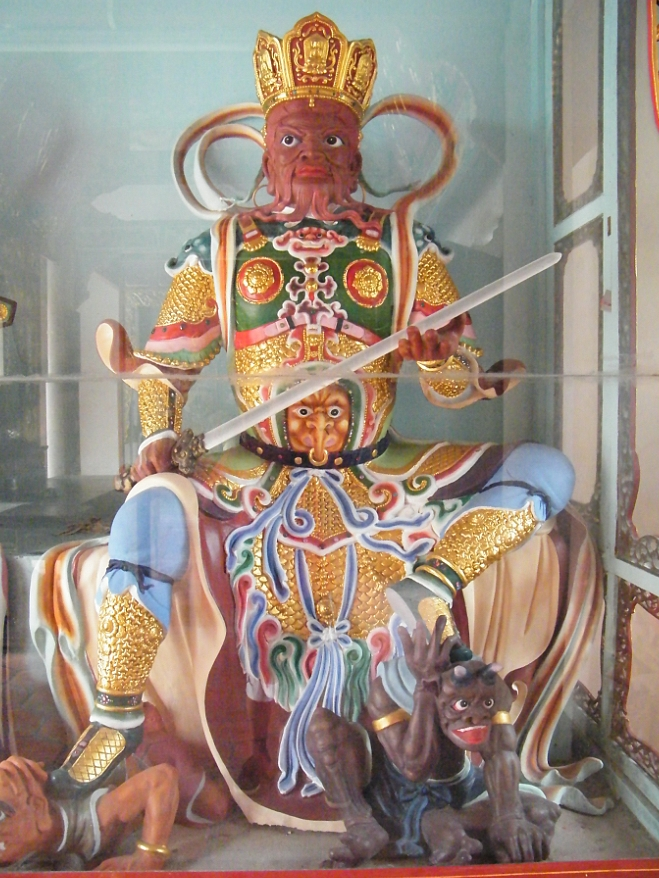
Une représentation de la Chine du Sud (Shantou, province du Guangdong).
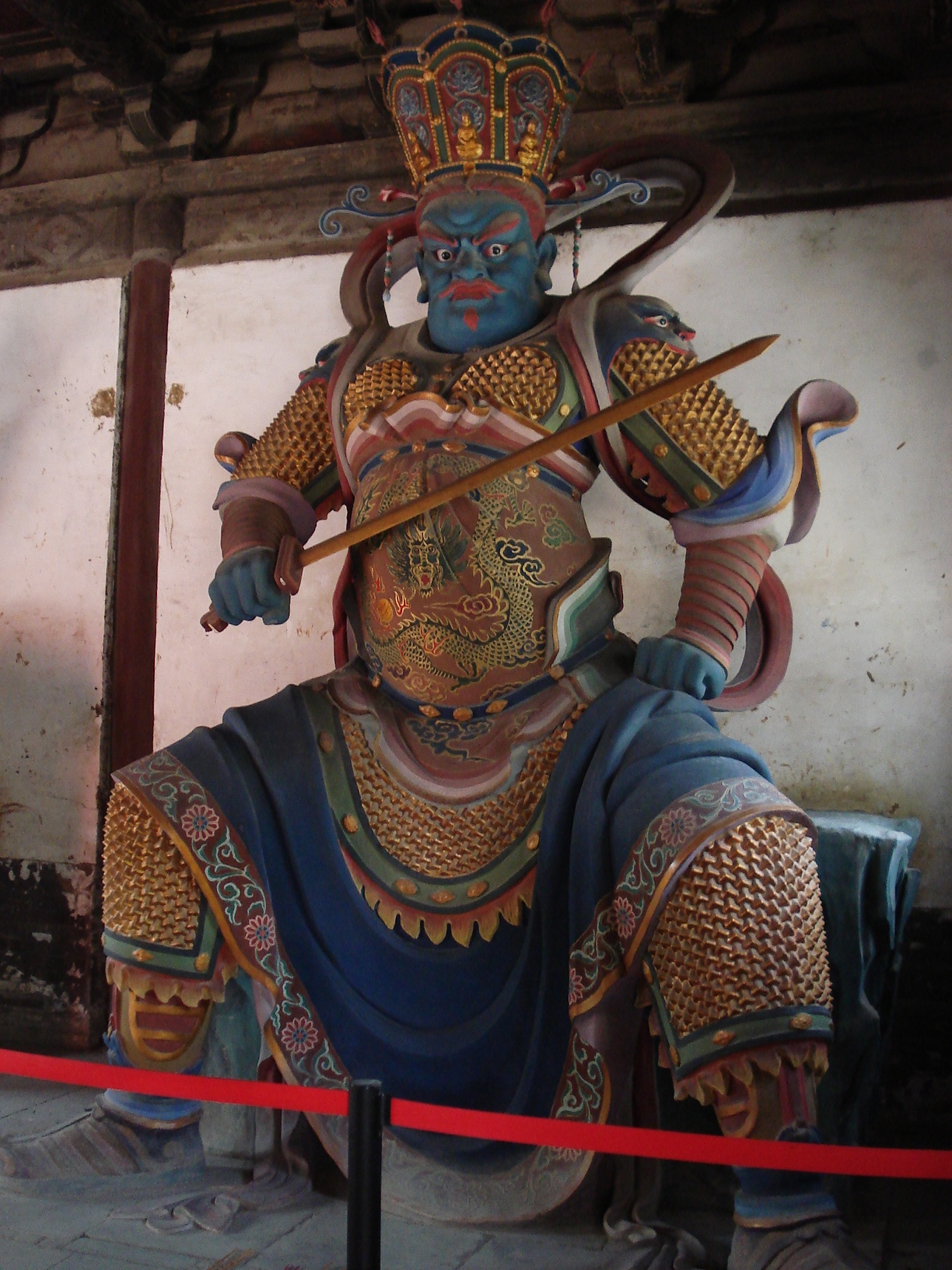
Représentation de la Chine du Nord (Temple Dajue, Pékin)
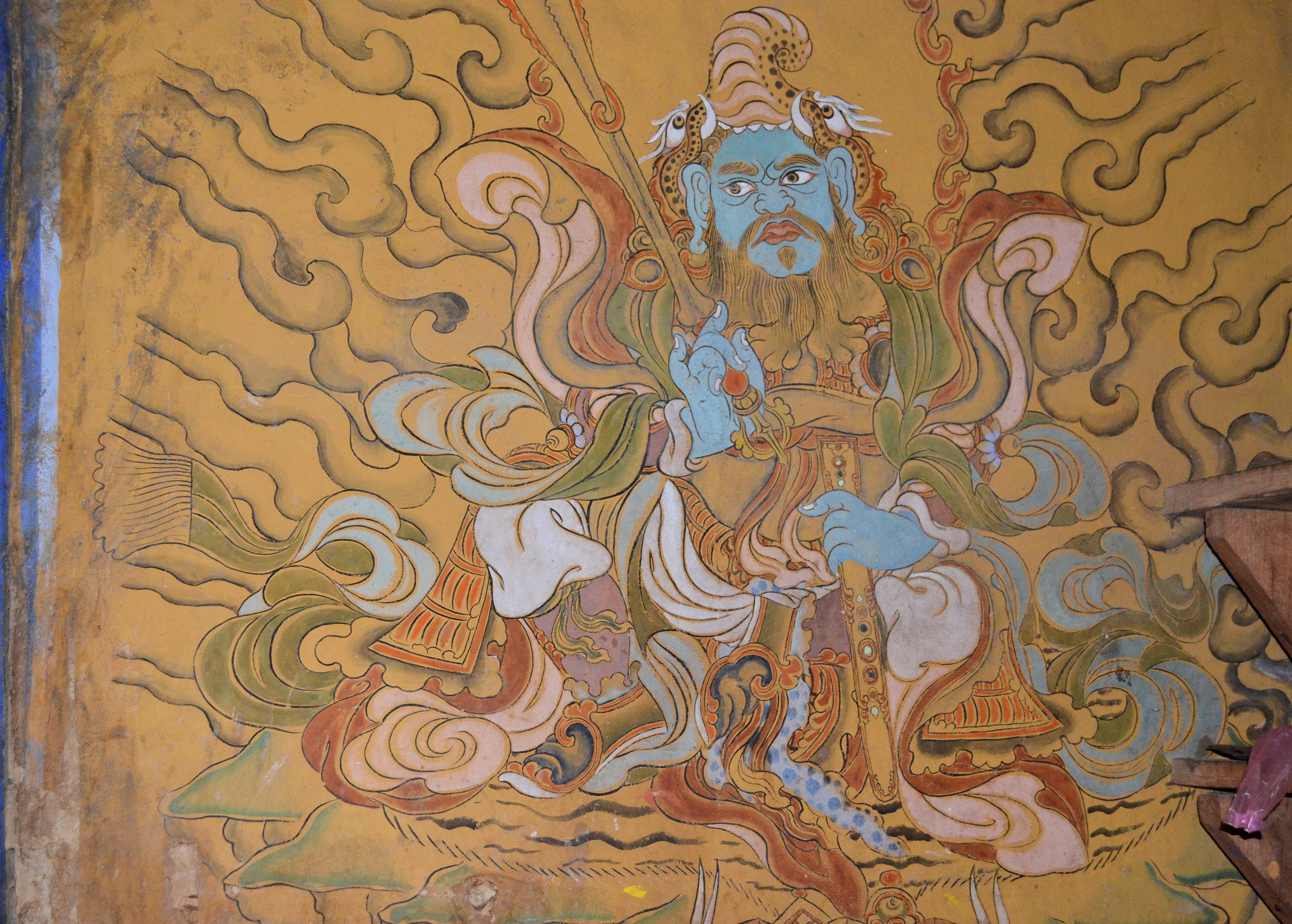
Représentation bhoutanaise (Vajrayāna)